# Goniothalamus alatus
Goniothalamus alatus är en kirimojaväxtart som beskrevs av Richard M.K. Saunders. Goniothalamus alatus ingår i släktet Goniothalamus och familjen kirimojaväxter. Inga underarter finns listade i Catalogue of Life.